# Бель, Лоран
Лоран Бель (фр. Laurent Bel, р. 25 января 1966) — французский фехтовальщик-рапирист, чемпион мира, призёр чемпионатов Европы.

## Биография
Родился в 1966 году в Нёйи-сюр-Сен. В 1988 году принял участие в Олимпийских играх в Сеуле, однако там французские рапиристы стали лишь 6-ми, а в личном зачёте он занял 13-е место. В 1989 году завоевал бронзовую медаль чемпионата мира. На чемпионате мира 1991 года стал обладателем двух бронзовых наград. В 1992 году стал бронзовым призёром чемпионата Европы. В 1997 году стал чемпионом мира. На чемпионате мира 1998 года стал обладателем серебряной медали. В 1999 году стал серебряным призёром чемпионата Европы.